# إلفين سانتوس
إلفين سانتوس هو رائد أعمال وسياسي هندوراسي، ولد في 18 يناير 1963 في تيغوسيغالبا في هندوراس. نشط حزبياً في الحزب الليبرالي الهندوراسي.